# Pytheus erosus
Pytheus erosus är en skalbaggsart som först beskrevs av Macleay 1827.  Pytheus erosus ingår i släktet Pytheus och familjen långhorningar. Inga underarter finns listade i Catalogue of Life.